# Jacobus Henricus van 't Hoff
Jacobus Henricus van 't Hoff (Roterdam, 30 de agosto de 1852 — Berlim, 1 de março de 1911) foi um químico neerlandês e o primeiro vencedor do Nobel de Química. É mais conhecido por suas descobertas em cinética química, equilíbrio químico, pressão osmótica e estereoquímica.

## Biografia
O terceiro de sete filhos, van 't Hoff nasceu em Roterdam, nos Países Baixos, em 30 de agosto de 1852. Seu pai era Jacobus Henricus van 't Hoff, um médico, e sua mãe era Alida Kolff van 't Hoff. Desde jovem, ele estava interessado em ciência e natureza, e muitas vezes participou de excursões botânicas. Em seus primeiros anos escolares, mostrou um grande interesse na poesia e filosofia. Ele considerou Lord Byron como seu ídolo.
Contra a vontade de seu pai, van 't Hoff escolheu estudar química. Primeiro, ele se matriculou na Universidade Técnica de Delft, em setembro de 1869, e estudou até 1871, quando passou em seu exame final em 8 de julho e obteve o grau de tecnólogo em química. Ele passou em todos os seus cursos em dois anos, embora o tempo atribuído aos estudos fosse de três anos. Em seguida, se matriculou na Universidade de Leiden para estudar química. Então estudou em Bonn, na Alemanha, com Friedrich Kekulé e em Paris com C.A. Würtz. Ele recebeu seu doutorado sob Eduard Mulder na Universidade de Utrecht em 1874.
Em 1878, van 't Hoff casou-se com Johanna Francina Mees. Eles tiveram duas filhas, Johanna Francina (nascida em 1880) e Aleida Jacoba (nascida em 1882), e dois filhos, Jacobus Henricus van 't Hoff III (nascido em 1883) e Govert Jacob (nascido em 1889). van 't Hoff morreu com 58 anos de idade, em 1º de março de 1911, em Steglitz, perto de Berlim, de tuberculose.

## Carreira

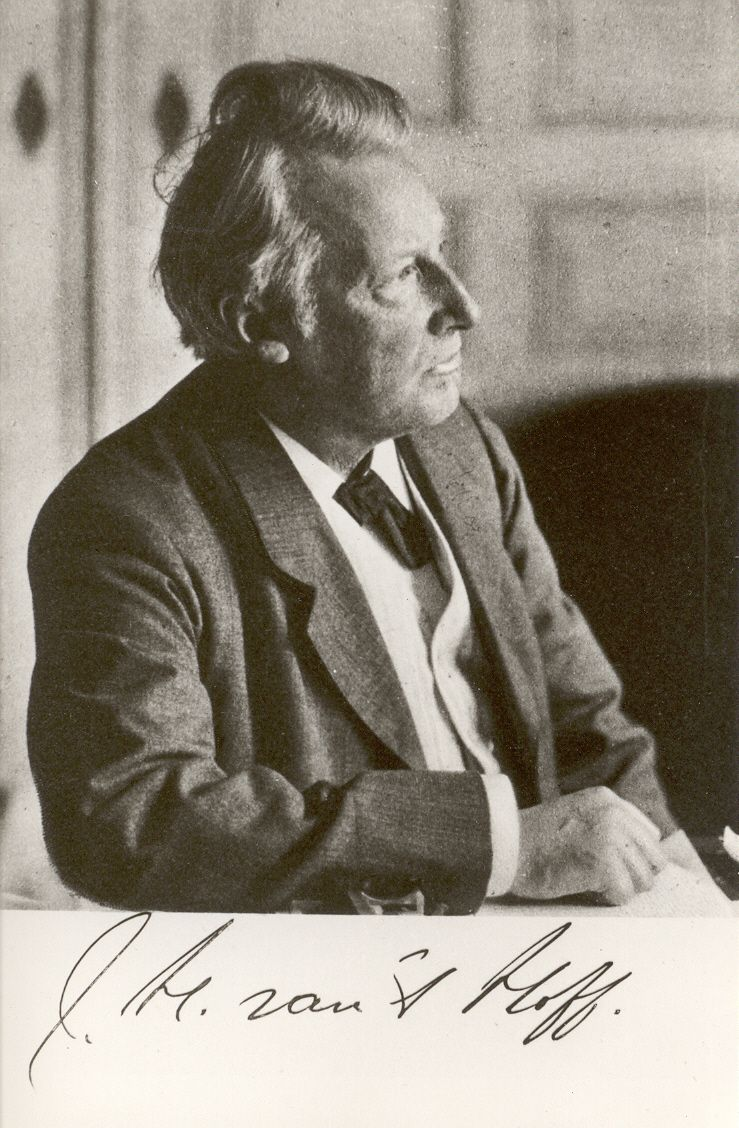
Van 't Hoff na década de 1900.

Antes de receber seu doutorado, já havia publicado a primeira de suas importantes contribuições para o campo da química orgânica. Em 1874, ele foi responsável pelo fenômeno da atividade óptica, assumindo que as ligações químicas entre átomos de carbono e seus vizinhos foram direcionados aos cantos de um tetraedro regular. Esta estrutura tridimensional representa os isômeros se encontrando na natureza. Ele compartilhou o crédito por isso com o químico francês Joseph Le Bell, que apareceu de forma independente com a mesma ideia.
Publicou seu trabalho sobre estereoquímica em seu livro La chimie dans l'espace em 1874. Na época, sua teoria foi considerada revolucionária e foi fortemente criticado pela comunidade científica. Um desses críticos foi o editor do renomado periódico alemão Journal für praktische Chemie, Adolph Wilhelm Hermann Kolbe, que afirmou:
"O Dr. H. van 't Hoff da Faculdade de Veterinária em Utrecht não tem gosto, aparentemente, para a investigação química exata. Ele considerou mais confortável montar Pégaso (aparentemente emprestado da Escola de Veterinária) e proclamar em seu ‘La chimie dans l’espace’ como os átomos lhe aparecem ser organizados no espaço, quando ele está no Monte Parnaso químico que ele chegou através de uma fuga ousada".
Em 1884, Hoff publicou sua pesquisa sobre cinética química, intitulada Études de Dynamique chimique ("Estudos em Química Dinâmica"), em que descreveu um novo método para determinar a ordem de uma reação usando gráficos, e aplicado as leis da termodinâmica para os equilíbrios químicos. Também introduziu o conceito moderno de afinidade química. Em 1886, mostrou uma semelhança entre o comportamento de soluções diluídas e gases. Em 1887, ele e químico alemão Wilhelm Ostwald fundaram uma revista científica influente chamada Zeitschrift für physikalische Chemie ("Jornal da Físico-Química") Ele trabalhou na teoria da dissociação de eletrólitos de Svante Arrhenius em 1889 e apresentando uma justificação física para a equação de Arrhenius. Em 1896, tornou-se professor na Academia Prussiana de Ciências em Berlim. Seus estudos sobre os depósitos de sal em Staßfurt foram uma contribuição importante para a indústria química da Prússia.
van 't Hoff se tornou professor de química e física no Colégio Veterinário em Utrecht. Em seguida, trabalhou como professor de química, mineralogia e geologia na Universidade de Amsterdã durante quase 18 anos antes de, eventualmente, tornar-se o presidente do departamento de química. Em 1896, van 't Hoff mudou-se para Alemanha, onde terminou a sua carreira na Universidade de Berlim, em 1911. Em 1901, recebeu o primeiro Prêmio Nobel de Química por seu trabalho com soluções. Seu trabalho mostrou que as soluções muito diluídas seguem as leis matemáticas que se assemelham as leis que descrevem o comportamento dos gases.

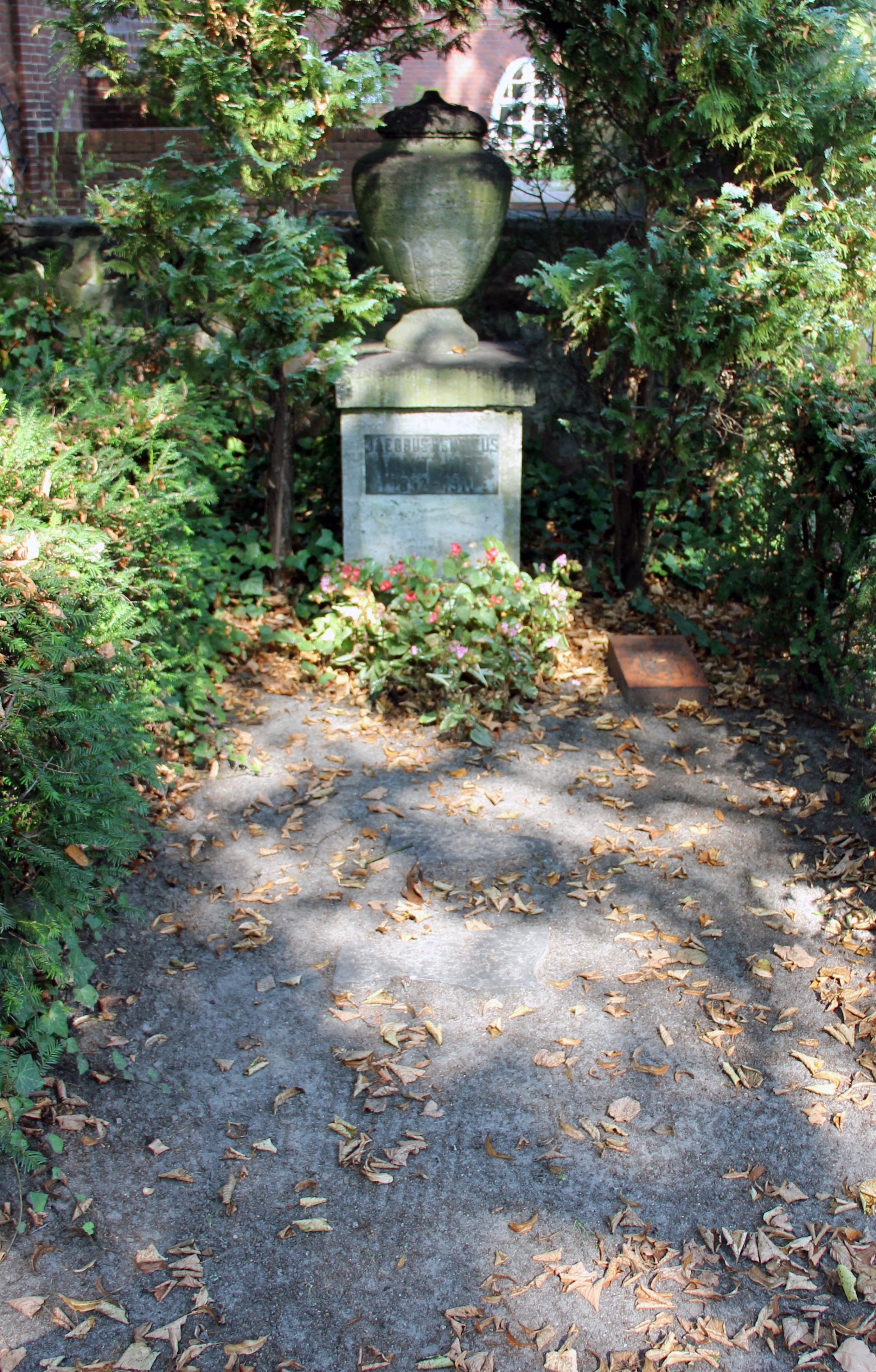
Sepultura no Cemitério de Dahlem, Berlim

Está sepultado no Cemitério de Dahlem.

## Honras e prêmios

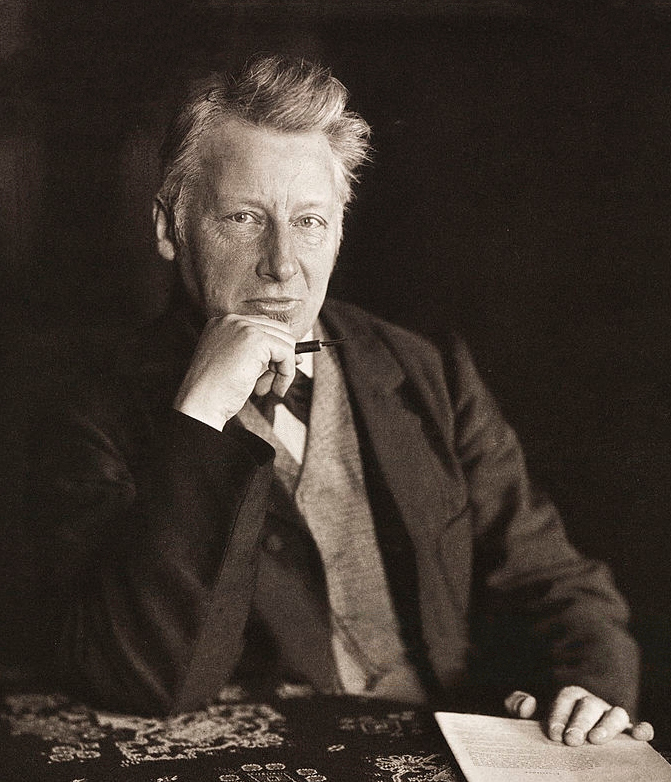
van 't Hoff em 1904, no auge da sua carreira.

Em 1885, van 't Hoff foi nomeado membro da Academia Real Holandesa de Ciências. Outras distinções incluem doutorados honorários de Harvard e Yale (1901), Universidade de Victoria, Universidade de Manchester (1903), e da Universidade de Heidelberg (1908). Ele foi condecorado com a Medalha Davy da Royal Society em 1893 (junto com Le Bell), e com a Medalha Helmholtz da Academia Prussiana de Ciências (1911). Também foi nomeado Chevalier de la Légion d'honneur (1894) e Senator der Kaiser-Wilhelm-Gesellschaft (1911). Van 't Hoff tornou-se membro honorário da Sociedade Química Britânica, em Londres, a Academia Real das Artes e Ciências dos Países Baixos em Göttingen (1892), Sociedade Americana de Química (1898), e da Académie des Sciences, em Paris (1905). De suas numerosas distinções, van 't Hoff recebeu o primeiro Prêmio Nobel de Química como o ponto culminante de sua carreira.

## Publicações
- Chimie dans l'espace (em alemão). Braunschweig: Vieweg und Sohn. 1894
- Chemische Dynamik (em alemão). Braunschweig: Vieweg und Sohn. 1898
- Chemische Statik (em alemão). Braunschweig: Vieweg und Sohn. 1899
- Beziehungen zwischen Eigenschaften und Zusammensetzung (em alemão). Braunschweig: Vieweg und Sohn. 1900
- Foundations of the theory of dilute solutions (em inglês). Edinburgh: Alembic Club. 1929